# میان‌پرده ایرانی
میان‌پردهٔ ایرانی یا میان‌دورهٔ ایرانی (به انگلیسی: Iranian Intermezzo) به دورانی از تاریخ ایران از حدود سدهٔ هشتم تا یازدهم میلادی گفته می‌شود که طی آن، برای نخستین بار پس از حمله اعراب به ایران و با تحلیل رفتن خلافت عباسی، حکومت اقوام ایرانی‌تبار در ایران زمین دوباره شکل گرفت.

## تعریف

ولادیمیر مینورسکی، مستشرق و دیپلمات روس

اصطلاح «میان‌پردهٔ ایرانی» اولین‌بار توسط ولادیمیر مینورسکی، ایران‌شناس مشهور، در مطالعات تاریخ قفقاز (لندن: ۱۹۵۳) ابداع شد و پس او نیز بارها مورد استفاده قرار گرفت. این اصطلاح نشان‌دهندهٔ دورانی خاص از تاریخ ایران است که پس از فتح ایران توسط اعراب مسلمان در سدهٔ هفتم میلادی و سقوط شاهنشاهی ساسانی، دوباره دودمان‌های مختلف ایرانی در فلات ایران حاکم شدند. این دوران از آنجایی قابل توجه است که در زمانی مابین افول قدرت خلافت اعراب و ظهور ترکان در سدهٔ یازدهم، روح و فرهنگ ملی ایران به دست حکومت‌های ایرانی‌تبار و این‌بار به شکل ایرانی–اسلامی زنده شد. اگرچه برخی از جنبش‌های ایرانی (مانند حکومت مرداویج زیاری) نیز وجود داشتند که اسلام را به‌طور کلی به عنوان یک دین رد می‌کردند.
همچنین بیشتر این دودمان‌ها بر احیای زبان فارسی تمرکز داشتند. مهم‌ترین نسک فارسی‌زبان این دوره شاهنامه اثر فردوسی بود.
حکومت‌های دوران میان‌پردهٔ ایرانی به‌ترتیب شامل: طاهریان، صفاریان، سامانیان، ساجیان، آفریغیان، هزبانیان، سلاریان، زیاریان، بنو الیاس، آل بویه، سلطنت مکران، شدادیان، روادیان، آل حسنویه، مروانیان، بنی عیاران، آل مأمون و آل کاکویه می‌شوند.

## پیش درآمد

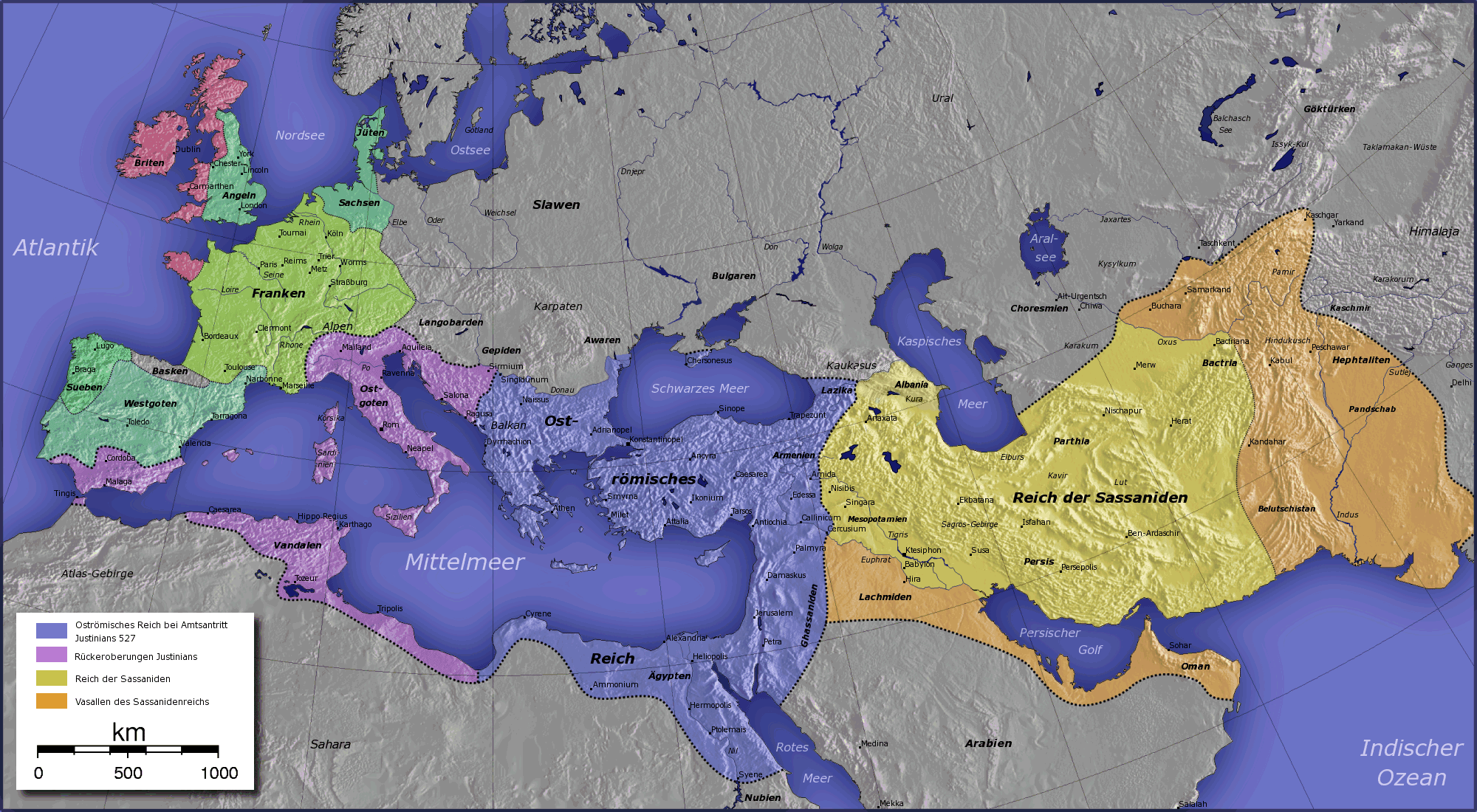
نقشه غرب جهان باستان تا زمان خسرو انوشیروان (اواسط سده ششم میلادی)
قلمرو شاهنشاهی ساسانی
متصرفات خسرو انوشیروان یا سرزمین‌های تابع شاهنشاهی ساسانی
قلمرو امپراتوری بیزانس
متصرفات ژوستینین یکم

پس از قرن‌های متمادی در عهد باستان ایران و پس از آمد و رفت دولت‌های گوناگون، در ادامهٔ مسیر شاهنشاهی ایران نوبت به برپایی دودمان ساسان رسید. تا اوایل قرن هفتم میلادی، شاهنشاهی ساسانی که حکومت وقت ایران بود، در کنار امپراتوری روم یکی از دو ابرقدرت جهان باستان بود. دولتی که اردشیر بابکان پس از منازعات طولانی بنیان گذاشت، بیش از چهار قرن دوام آورد. شاهنشاهی ساسانی متکی به دین ملی و تمدنی بود که شاید از نظر «ایرانیت» در سرتاسر تاریخ طویل ایران نظیر نداشت و بنیاد آن حتی با وجود آشوب‌های فراوان داخلی تا زمان حملهٔ گسترده اعراب از خارج به ایران از میان نرفت. با این همه، تقدیر چرخ گردون چنین رقم خورده بود که این دولت عظیم نیز به سبب مجموعه مشکلاتی از هم فروپاشد.
| چُنین بود پرگار چرخ بلند       |  | که آید بدین پادشاهی گزند   |
| تَبَه گردد آن رنج‌های دراز       |  | نشیبی دراز است و بیشْ فراز  |
| نه تخت و نه دیهیم بینی نه شهر |  | ز اختر همه تازیان راست بهر |
| نشان شبِ تیره آمد پدید         |  | همی روشنایی بخواهد پرید    |
| — فردوسی                      |  |                            |

دولت ساسانی با وجود معایب و نواقصی که داشت، بنایی عظیم و کاخی باشکوه بود. انهدام آن نشانهٔ ختم دوران قدیم و آغاز قرون وسطی ایران و آسیای غربی است. نویسندگان عرب، دولت ساسانی را که سرمشق تمام دولت‌های شرقی بوده، با تمجید و تحسین می‌ستایند.

آرتور کریستن سن، ایران‌شناس دانمارکی
پس از یورش تازیان از سال ۶۳۶ میلادی به بعد ایران زمین عرصهٔ تاخت‌وتاز و استیلای خلفای اسلامی راشدین، اموی و عباسی، یکی پس از دیگری، به مدت دو قرن شد که عبدالحسین زرین‌کوب نخستین‌بار در سال ۱۳۳۰ خورشیدی آن روزگار ایران را «دو قرن سکوت» نامید.
با این وجود میراث ساسانیان هیچگاه از بین نرفت. به عقیدهٔ آرتور کریستن سن: «ایرانیان در طی قرون متمادی، مقام پیشوایی معنوی خود را در میان ملل اسلامی نگاه داشتند، اما نیروی اخلاقی و سیاسی آنان بعد از سقوط دولت ساسانی خیلی ضعیف شد ... یکی از علل انحطاط ملت ایران وضع حکومت عامه است که با دین اسلام برقرار شد. طبقات نجبا رفته‌رفته در سایر طبقات توده فرو رفته، محو گردیدند و صفاتی که موجب امتیاز آنان بود تضعیف شد.»
فتوحات اسلامی و سقوط دولت ساسانی، صرف‌نظر از نوعی تداوم بنیادی، آغازگر نظامی نوین بود که مهم‌ترین و روشن‌ترین تمایز آن تاریخ با ایران پیش از آن، پذیرش دین جدید اسلام از سوی ایرانیان بود. البته این بدان معنا نبود که گسترش دین اسلام در سرتاسر ایران بی‌وقفه صورت گرفت. به گفتهٔ آن لمبتون: 
| « | اسلام آوردن ایرانیان امری تدریجی بود و در مناطق مختلف ایران وضع متفاوتی داشت. از این زمان به بعد اسلام اساس تمدن جدیدی شد که رو به توسطه نهاد و شکوفا گردید؛ اما پذیرش دین جدید اسلام ساختار‌های اجتماعی را کلاً دگرگون نساخت. بسیاری از این ساختار‌های اجتماعی در سرزمین‌های فتح شده اخذ شد، قالب‌های نو یافت و با وضع جدید تطبیق داده شد. معارف ایرانی که اعراب از سالیان قبل از طریق لخمی‌ها با آن آشنا بودند در بافت تمدن اسلامی جذب شد. لیکن این تمدن جدید با اینکه متکی به بعضی از ارزش‌های سنتی ایران بود، اما تایید و تکرار دولت ساسانیان در یک قالب جدید یا تمدنی ایرانی در قالب یک دین جدید نبود؛ بلکه تمدن خاص اسلامی بود. با این همه، ارزش‌های سنتی ایران با وضوح و وقوع تمام مورد تأکید قرار گرفت... | » |

پس از تضعیف خلافت عباسی، که ازجمله بعد از نفوذ غلامان ترک به دستگاه خلافت پدید آمد، قلمرو خلافت اسلامی به سرعت رو به تجزیه گذاشت. به دنبال آن، در ایران دوره‌ای از دودمان‌های کوچک و بزرگ محلی آغاز شد؛ «محلی» به آن دلیل که هیچ‌کدام از آنها نتوانست سرتاسر ایران زمین را یکپارچه کنند. نخستین آنها دودمان طاهریان (۲۰۵–۲۵۹ ق/۲۰۰–۲۵۲ خ/۸۲۱–۸۷۳ م) بودند که به دست صفاریان و واپسین آنها کاکویان (۳۹۸–۵۳۵ ق/۳۸۷–۵۱۹ خ/۱۰۰۸–۱۱۴۱ م) بودند که با یورش ترکان سلجوقی از میان رفتند. از میان این دودمان‌ها، آنهایی که بر بخشی از شاهنشاهی سابق ساسانی مسلط شدند، به‌طور طبیعی به گذشته و ایران پیش از اسلام نظر داشتند و پیروزی این دودمان‌ها را برخی پژوهشگران ازجمله ادموند باسورث، تدارکی برای بازسازی شکوه گذشتهٔ شاهنشاهی ایران دانسته‌اند. آن لمبتون شاهنشاهی آل بویه را در این تدارک از سایر دولت‌های ایرانی برتر می‌داند.
دوران مذکور که با عنوان «میان‌پردهٔ ایرانی» شناخته شده است، آغازی بر تجدد ایرانیان پس از استیلای اعراب بود که نتایج ماندگاری چون: ظهور بسیاری از دودمان‌های ایرانی‌تبار، پایان حکومت اعراب بر ایران، احیای زبان پارسی به شکل پارسی نو، احیای روح و فرهنگ ایرانی به شکل ایرانی-اسلامی به دنبال داشت.

## حکومت‌های این دوران

### طاهریان

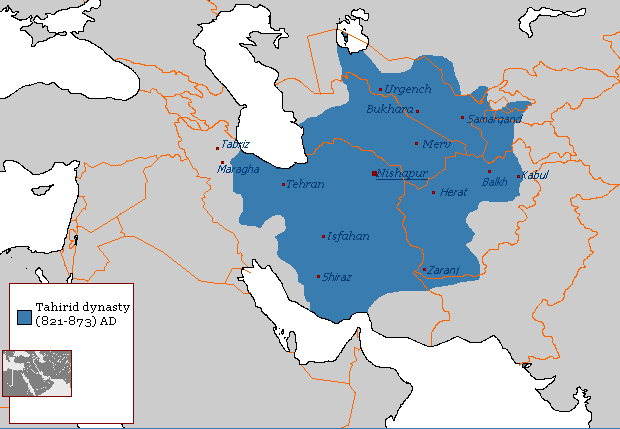
قلمرو طاهریان در بیشترین گسترۀ خود

طاهریان اولین دودمان ایرانی‌تباری بودند که بیش از نیم قرن (۲۰۵–۲۵۹ ق/۲۰۰–۲۵۲ خ/۸۲۱–۸۷۳ م) توانستند در شرق ایران و در منطقهٔ خراسان با مهر و تأیید خلفای عباسی امارت کنند. پایتخت‌های طاهریان شهر‌های مروشاهجان و نیشابور بوده است. بنیان‌گذار این دودمان طاهر بن حسین بود. او در ابتدا از سرداران مأمون خلیفه هفتم عباسی بود و بعدها در سدهٔ دوم هجری به امارت بر خراسان رسید. جانشینان وی بیشتر از او فرمان‌بردار عباسیان بودند. مقتدر‌ترین امیر طاهری عبدالله بن طاهر بود. در نهایت این دودمان بسیار ضعیف شدند و به دست یعقوب لیث از میان رفتند و سامانیان هم به سرعت جای آنها را گرفتند.

### صَفاریان

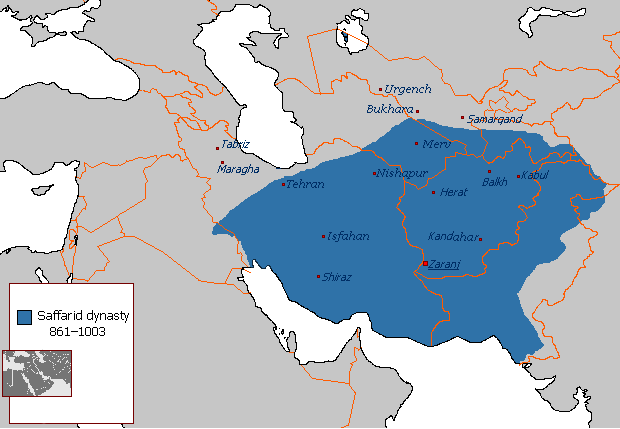
قلمرو صفاریان در بیشترین گسترۀ خود در زمان یعقوب لیث

صفاریان دومین دودمان ایرانی بودند که بیش از یک سده (۲۴۷–۳۹۴ ق/۲۴۰–۳۸۱ خ/۸۶۱–۱۰۰۳ م) بر بخش‌های زیادی از شرق و جنوب شرقی ایران حکومت کردند. پایتخت آنها شهر زَرَنگ یا زرنج بود. آنان خود را از نوادگان ساسانیان معرفی می‌کردند که پس از حمله اعراب به ایران به سیستان مهاجرت کرده بودند. بنیان‌گذار این دودمان یعقوب لیث صفاری بود که در صدد پس گرفتن متصرفات خلافت اسلامی از خاک ایران به پا خاست و موفق شد تمام سیستان و بخش‌های زیادی از ایران مرکزی و خراسان را متصرف شود؛ اما نتوانست بغداد را فتح کند و به خلافت عباسی پایان دهد. پس از مرگ او برادرش عمرو لیث پادشاه شد؛ اما او نیز در جنگ با سامانیان شکست خود و به بغداد فرستاده شد. با مرگ او حکومت صفاریان رو به زوال نهاد. سرانجام این دودمان توسط سلطان محمود غزنوی از میان رفت.

### سامانیان

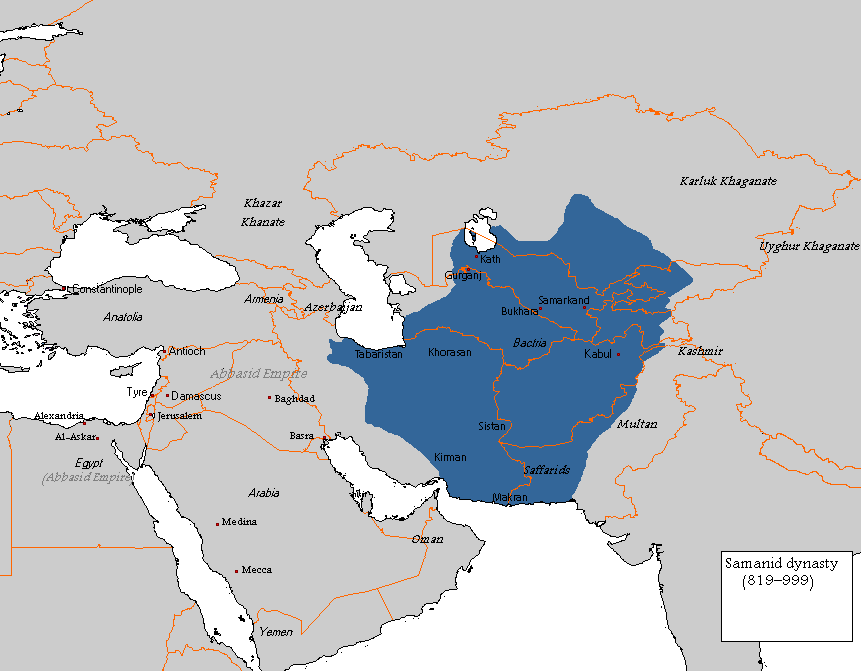
قلمرو سامانیان در بیشترین گسترۀ خود در زمان اسماعیل یکم

سامانیان یک دودمان ایرانی بودند که حدود دو سده (۲۶۱–۳۹۵ ق/۲۵۳–۳۸۳ خ/۸۷۴–۱۰۰۴ م) بر بخش‌های بزرگی از ایران شرقی حکومت می‌کردند. سامانیان از نسل مردی به نام سامان‌خدا بودند و ادعا داشتند که از نوادگان بهرام چوبین هستند. پایتخت این حکومت در سمرقند بود. فرزندان سامان‌خدا تا زمان احمد بن اسد، با حکم خلیفه بر بخش‌هایی از خراسان امارت کردند؛ تا اینکه نصر یکم سامانیان را به یک حکومت مستقل تبدیل کرد. حکومت سامانیان در دوران اوج خود در زمان اسماعیل یکم سامانی بر تمام خراسان و فرارود و بخش‌هایی از ترکستان و ایران کنونی حکومت کردند. سامانیان نقش بسیار زیادی در احیا و بالندگی زبان و شعر پارسی داشتند. این حکومت در نهایت به دست ترکان قراخانی و غزنوی از بین رفت.

### ساجیان

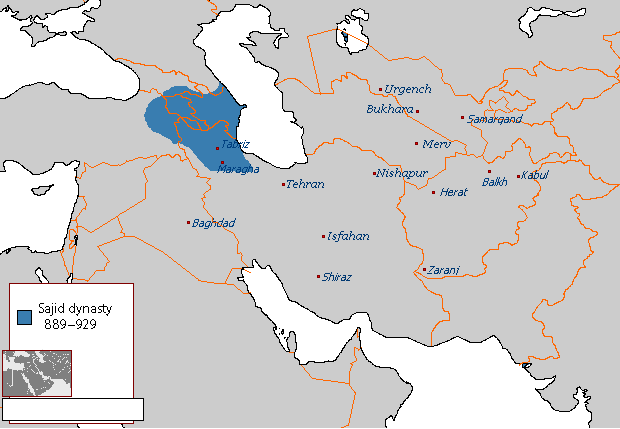
قلمرو ساجیان در بیشترین گسترۀ خود در زمان یوسف بن دیوداد

ساجیان یا بنی ساج دودمانی ایرانی بودند که میان سدهٔ سوم تا آغاز سدهٔ چهارم هجری (۲۷۶–۳۱۷ ق/۲۶۸–۳۰۷ خ/۸۸۹–۹۲۹ م) بر آذربایجان و اران و بخش‌هایی از ارمنستان فرمان می‌راندند. خاستگاه آنها ولایت اسروشنه در آسیای میانه بود و تبار سغدی و فرهگ عربی داشته‌اند. پایتخت حکومت ساجیان در ابتدا بردعه و سپس مراغه و اردبیل بوده است. بنیان‌گذار این دودمان ابوالساج دیوداد بود که کارگذار و فرمانده خلیفه وقت عباسی بود و در جنگ با بابک خرمدین نیز شرکت جسته بود. پسر او محمد افشین که در ابتدا با حکم خلیفه عباسی بر سراسر آذربایجان، ارمنستان و اران امارت می‌کرد، ساجیان را به یک حکومت مستقل تبدیل کرد. مقتدرترین پادشاه ساجیان یوسف بن دیوداد بود که فتوحات بسیاری به‌خصوص در ایران مرکزی داشت. آخرین شاه این دودمان ابوالمسفر فتح نام داشت.

### آفریغیان

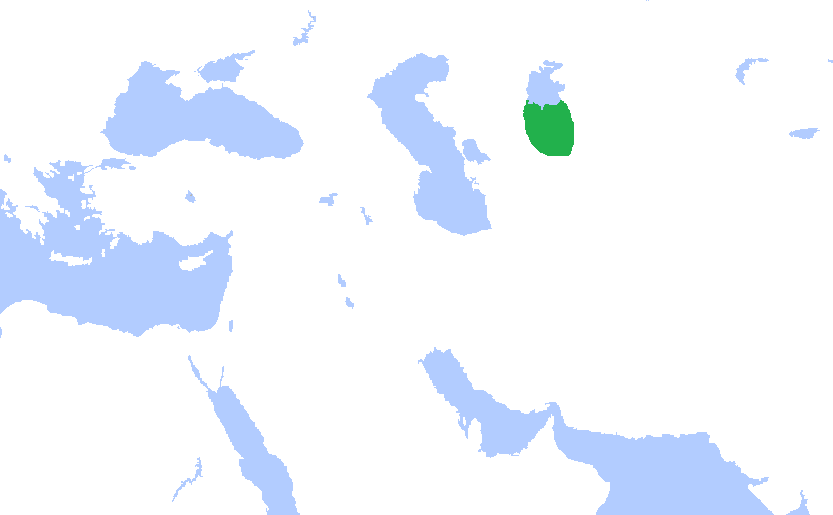
قلمرو آفریغیان در بیشترین گسترۀ خود

آفریغیان یا آل افریغ یا آل عراق دودمانی کهن از پادشاهان بومی و ایرانی‌تبار در منطقه خوارزم بودند که قریب به ۷ قرن (۳۰۵–۹۹۵ م) و از عهد باستان در آن دیار فرمانروایی می‌کردند. مرکز فرمانروایی آنها شهر کاث در شرق آمودریا بود. آفریغیان و دیگر خوارزمیان به زبان خوارزمی سخن می‌گفتند و به احتمال زیاد زرتشتی بودند. آنان تبار خود را به کی‌خسرو پادشاه مشهور کیانی می‌رساندند و «خوارزمشاه» نامیده می‌شدند. بنیان‌گذار این دودمان آفریغ نام داشته است و در طول این ۷ سده، دست کم ۲۲ تن از آن دودمان پادشاهی کردند. چهار قرن اول حکومت آفریغیان بسیار مبهم است و اطلاعات موثق درباره خوارزم برای نخستین‌بار در اوایل قرن هشتم ظاهر شد. پس از حمله اعراب، گهگاه نواحی همجوار خراسان و ماوراءالنهر مورد حمله تازیان واقع می‌شد؛ اما هیچ‌کدام از آن تازش‌ها به فتح آن نواحی منجر نشد. تا اینکه در سال ۷۱۲ قتیبه بن مسلم، فرمانده تازی امویان، پس از جنگ داخلی که بین شاه ازکجوار دوم و برادرش خورزاد خوارزمشاه پدید آمد، توانست تمام خوارزم را بگشاید. آفریغیان در قرن دهم هجری تابع دولت سامانی شدند. آخرین فرمانروای آفریغی ابوعبدالله محمد نام داشت که از مامون یکم آل مأمون شکست خورد و کشته شد و دودمان آفریغیان خوارزم به پایان رسید.

### هَزبانیان
هزبانیان (۳۸۶–۴۶۳ ق/۳۷۵–۴۵۰ خ/۹۰۶ ۱۰۷۱ م) دودمانی از تیره بزرگ کردهای هزبانی بودند که بیش از یک سده در غرب ایران حکومت کردند. قلمرو حکومت آنان در دوره‌های مختلف تغییر می‌کرد؛ اما به‌طور کلی می‌توان گفت از ارومیه تا اربیل را در بر می‌گرفته است. پایتخت‌های آنها شهرهای اربلا (اربیل) و سلماس بوده است. بنیان‌گذار این دودمان محمد بن بلال نام داشت. شدادیان و ایوبیان از نسل همین دودمان کرد بودند. هزبانیان توسط آلپ ارسلان سلجوقی از بین رفتند.

### سَلّاریان

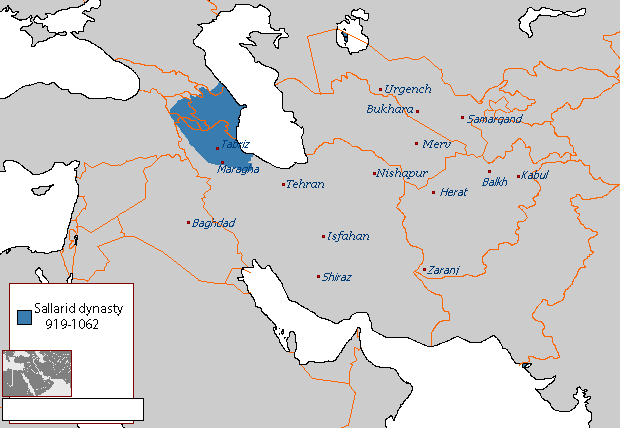
قلمرو سلاریان در بیشترین گسترۀ خود در زمان مرزبان

سلاریان یا مسافریان یا آل مسافر نخستین دودمان ایرانی دیلمی اسماعیلی مذهب و شاخه‌ای فرعی و در عین حال مستقل از جستانیان بودند که به مدت و ۱۷۰ سال (۳۰۶–۴۸۳ ق/۲۹۷–۴۶۸ خ/۹۱۹–۱۰۹۰ م) در شمال غربی ایران حکومت کردند. سلاریان که در ابتدا در دیلم ساکن بودند، حاکمیت خود را به‌سمت شمال غرب ایران توسعه دادند و بر آران و آذربایجان و بخش‌هایی از ارمنستان و دربند تسلط یافتند. پایتخت آنان طارم و اردبیل بوده است. بنیان‌گذار این دودمان محمد بن مسافر بود. او حکومت جستانیان را کنار زده و حکومت خودش را تأسیس کرد. محمد درپی شورش فرزندانش مرزبان و وهسودان، از قدرت برکنار شد. وهسودان حکومت دیلمستان را به‌دست گرفت و تابع  مرزبان شد که آران و آذربایجان را فتح کرده و در آنجا به حکومت می‌پرداخت. اوج قدرت سلاریان نیز در دوران مرزبان بود و پس از او، براثر اختلاف بر سر جانشینی‌اش، حکومت سلاریان به‌صورت دو شاخه مجزا درآمد و به سرعت رو به ضعف نهاد. این دودمان احتمالاً به دست اسماعیلیان الموت از میان رفتند.

### زیاریان

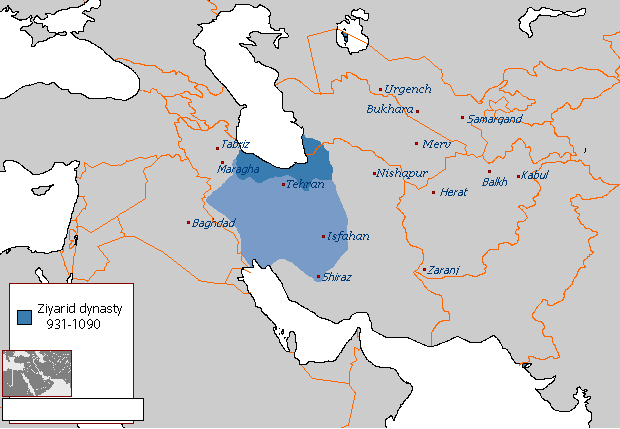
قلمرو زیاریان در بیشترین گسترۀ خود در زمان مرداویج

زیاریان یا آل زیار یک دودمان دیلمی دیگر و اهل سرزمین‌های ساحلی دریای خزر بودند. آن‌ها در مدت ۱۵۹ سال (۳۱۹–۴۸۶ ق/۳۱۰–۴۷۱ خ/۹۳۱–۱۰۹۰ م) ابتدا در شمال ایران، طبرستان و در دورهٔ اوج خود، تقریباً بر تمام ایران مرکزی سلطه یافتند. زیاریان هم مانند صفاریان خود را از تبار ساسانی معرفی می‌کردند. پایتخت‌های آنان شهر‌های اصفهان، ری و آمل بوده است. بنیان‌گذار و نیز مقتدرترین امیر این دودمان مرداویج زیاری بود که حتی به جنگ با خلافت عباسی برخاست؛ اما پیش از آن به دست غلامانش به قتل رسید. پس از مرداویج حاکمیت این دودمان بر ایران رفته رفته کمتر شد و به شکل امارتی در آمد که به نواحی گرگان محدود شد. این دودمان نیز به دست اسماعیلیان الموت از بین رفتند.

### بنو الیاس

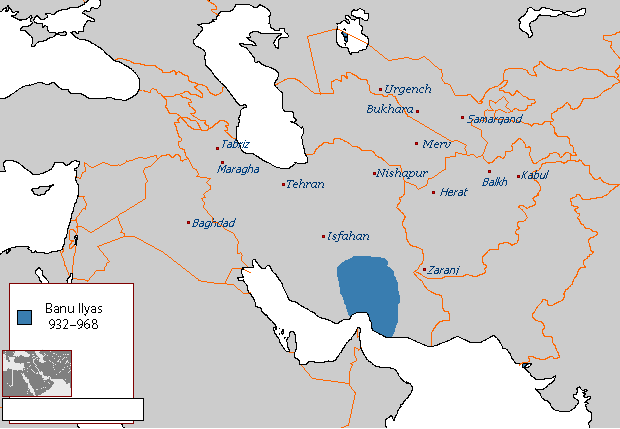
قلمرو بنو الیاس در بیشترین گسترۀ خود در زمان محمد بن الیاس

بنو الیاس یا آل الیاس یا الیاسیان یک دودمان ایرانیِ سغدی‌تبار دیگر بودند که به مدت ۳۶ سال (۳۲۰–۳۵۷ ق/۳۱۱–۳۴۷ خ/۹۳۲–۹۶۸ م) بر نواحی کرمان و جنوب ایران حکومت کردند. پایتخت آنها شهر بردسیر بود. بنیان‌گذار و مقتدرترین فرمانروای این دودمان محمد بن الیاس بود. او از فرماندهان وقت دولت سامانیان و سغدی‌تبار بود. وی پس از حمایت از یحیی بن احمد در یک شورش نافرجام علیه برادرش نصر بن احمد سامانی، به جنوب گریخت و سرانجام به منطقه کرمان رسید؛ جایی که توانست بر قسمت شمالی سرزمین مسلط شود، در حالی که بخش‌های کوهستانی جنوبی و شرقی تحت کنترل بلوچستانی‌های محلی باقی ماندند. علیرغم تلاش سامانیان و بعدها آل بویه برای اخراج محمد بن الیاس از کرمان، او موفق شد بیش از ۳۰ سال حکومت خود را در آنجا حفظ کند و عملاً یک حاکم مستقل باقی ماند. تا اینکه بعد از یک کودتا، پسرش الیاس بن محمد جانشین او شد. الیاس به سرعت با مشاجره بر سر قلمرویی در مرز کرمان و فارس خشم عضدالدوله بویی را برانگیخت. هنگامی عضدالدوله بردسیر پایتخت الیاسیان را تصرف کرد، ارتش الیاس او را ترک کردند و خود وی نیز به بخارا و کرمان متواری شد و چندی بعد درگذشت. اگرچه این پایان حکومت بنو الیاس بود، اما به ترتیب سلیمان و حسین، دو تن دیگر از آن خاندان، با متحد شدن با سامانیان و مردم شورشی، برای بازگشتن به قدرت تلاش‌های بسیاری کردند؛ اما هر دو آنها شکست خوردند و با اسارت حسین، این دودمان از تاریخ محو شد.

### آل بویه

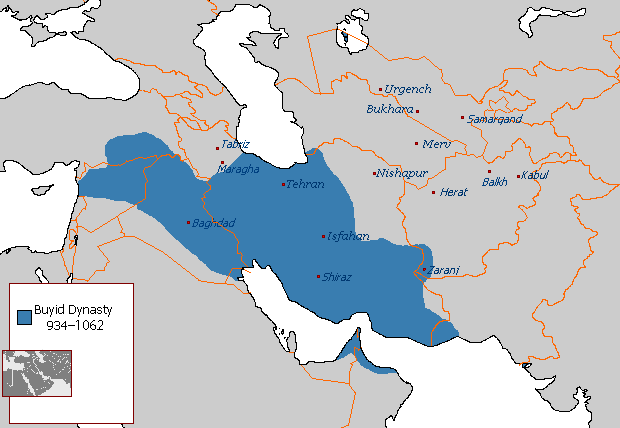
قلمرو آل بویه در بیشترین گسترۀ خود در زمان عضدالدوله

آل بویه یا بوییان یا بویگان قدرتمندترین دودمان دیلمی و زیدی مذهب بودند که موفق شدند در مدت بیش از یک سده (۳۲۰–۴۴۷ ق/۳۱۳–۴۳۵ خ/۹۳۲–۱۰۵۵ م) با برپایی یک شاهنشاهی بر تمام ایران مرکزی و غربی مسلط شوند و با فتح بغداد، خلافت متزلزل شده عباسی را دست‌نشانده خود کنند. آنان نیز خود را از تبار ساسانیان معرفی می‌کردند. پایتخت‌های حکومت پهناور آنان شهرهای ری، شیراز و بغداد بود. بنیان‌گذاران این دودمان پسران ابوشجاع بویه بودند و اولین شاهنشاه آن‌ها نیز عمادالدوله بود که موفق شد قلمرو خود را در تمام ایران مرکزی گسترش دهد. مقتدرترین شاهنشاه این دودمان عضدالدوله بود که قلمرو بوییان را بسیار گسترش داد و ابداعات و آباد‌گری‌های زیادی انجام داد. پس از او شاهنشاهی آل بویه سست شد؛ تا اینکه با فتح ری توسط غزنویان و بعدها دیگر نقاط توسط سلجوقیان، این حکومت از میان رفت.

### شَدّادیان

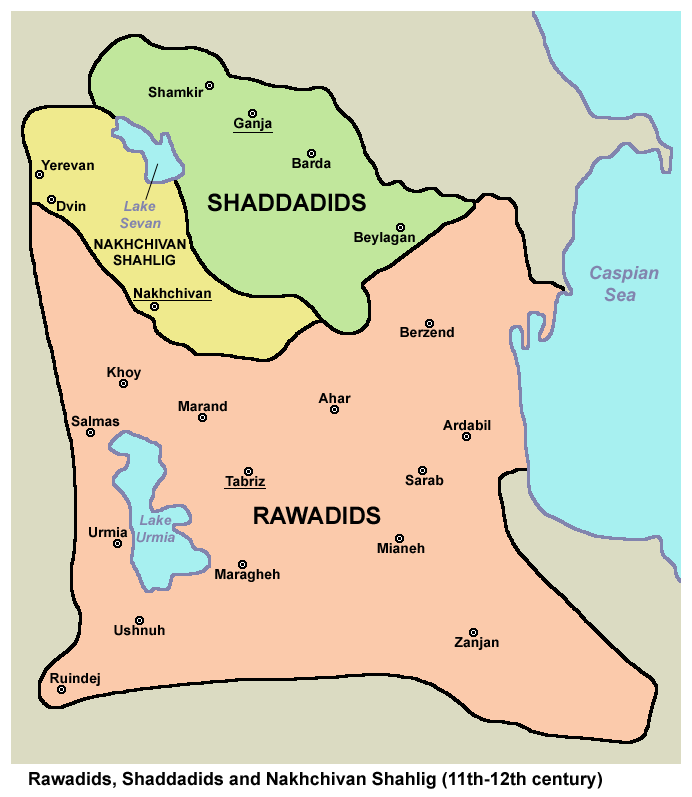
قلمرو شدادیان آنی (زرد) و شدادیان گنجه (سبز)

شدادیان دودمانی ایرانی و کردتبار بودند که در میانه سده چهارم تا اواخر سده پنجم هجری (۳۴۰–۴۹۲ ق/۳۳۰–۴۷۸ خ/۹۵۱–۱۱۹۹ م) در نواحی اران، آذربایجان و ارمنستان حاکم بودند. شدادیان نیز مدعی بودند نسبشان به شاهان ساسانی می‌رسد. پایتخت‌های آنان شهر‌های دوین، گنجه و آنی بوده‌است. بنیان‌گذار این دودمان محمد بن شدّاد بود که در زمان اسارت مرزبان بن محمد فرصت یافت سراسر اران را چند سالی تصرف کند. بزرگترین شاه شدادی فضلون بن محمد بود که ۴۸ سال فرمانروایی کرد و با جنگ‌های غالباً موفق بسیاری که با ارمنی‌ها، گرجی‌ها و رومیان داشت، بر قدرت این دودمان بسیار افزود. حکومت شدادیان با پایتختی گنجه به دست سنکریم ارمنی از میان رفت؛ اما بازماندگان آنها زیر سایه سلجوقیان تا صد و سی سال بعد هم در مناطق آنی همچنان باقی ماندند.

### رَوادیان

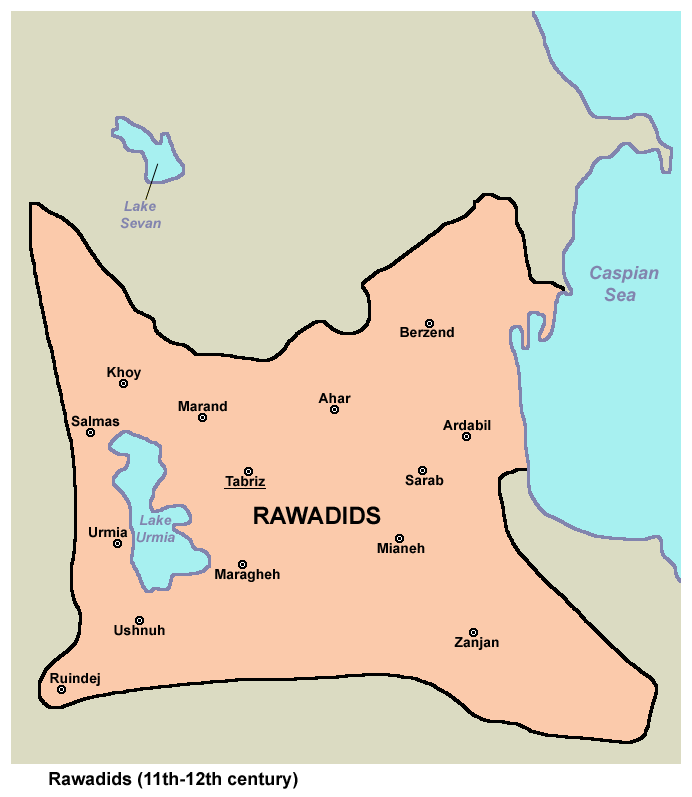
قلمرو روادیان در بیشترین گسترۀ خود

روادیان دودمانی عرب‌تبار با فرهنگ و زبان کردی بودند که بیش از یک قرن (۳۴۴–۴۶۳ ق/۳۳۴–۴۵۰ خ/۹۵۵–۱۰۷۱ م) بر بخش‌هایی از آذربایجان و ارمنستان حکومت می‌کردند. آنان از تیره اعراب ازدی بودند که فرهنگ‌شان ایرانی و کردی شده بود و زبان دربار و ادبیات‌شان فارسی نو بوده است. پایتخت‌های آنان شهرهای تبریز و مراغه بوده است. بنیان‌گذار این دودمان رواد بن مثنی بود که در زمان عباسیان والی تبریز و بَذ بود. رواد سه پسر به نام‌های وَجناء، محمد و یحیی داشت که پس از او به ترتیب حکومت کردند.

### آل حَسَنویه

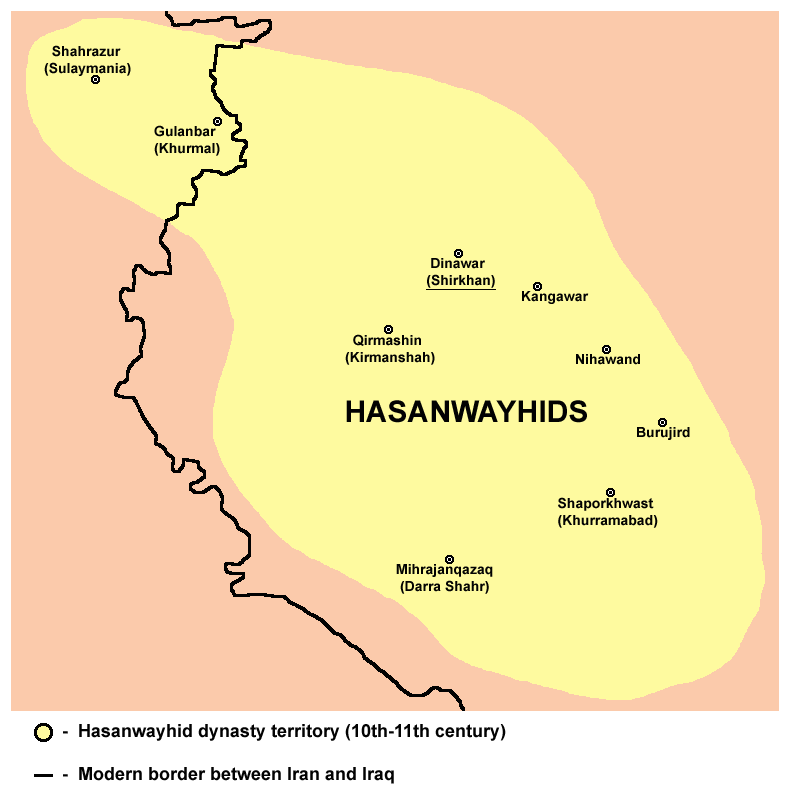
قلمرو آل حسنویه در بیشترین گسترۀ خود در زمان حسنویه

آل حسنویه دودمانی ایرانی از کردان برزیکانی شیعه مذهب بودند که به مدت نیم قرن (۳۴۸–۴۰۵ ق/۳۳۸–۳۹۳ خ/۹۵۹–۱۰۱۵ م) در غرب کوه‌های زاگرس و در بین مرز‌های آذربایجان تا خوزستان فرمانروایی کردند. پایتخت آنان شهر دوین بوده است‌. بنیان‌گذار و مقتدرترین شاه این دودمان حسنویه بن حسین رئیس تیره برزیکانی و از دست‌نشاندگان بوییان بود که فرمانروایی خود را از شهر زور آغاز کرد و بعد‌ها پنج شهر مهم آن زمان منطقه یعنی نهاوند، دینور، شاپورخواست، بروجرد و اسدآباد را نیز فتح کرد. «بدر» پسر حسنویه، دژ سرماج را بر فراز کوهی در نزدیکی بیستون ساخت و تختگاه خود نمود. اما جانشین او «ظاهر» تنها یک سال قدرت را حفظ کرد و توسط شمس‌الدوله دیلمی خلع و سپس کشته شد. بنی عیاران بخش وسیعی از قلمرو غربی آن را تصرف کردند و جانشینان بلافصل آنها شدند. بخش‌های شرقی هم به دست بوییان و غربی نیز به دست کاکویان افتاد. در نهایت تمام قلمرو سابق آل حسنویه توسط طغرل بیک سلجوقی تصرف شد.

### مَروانیان
مروانیان یا آل مروان دودمانی کرد‌تبار دیگر از تیره حمیدی بودند که حدود یک قرن (۳۷۲–۴۷۸ ق/۳۶۱–۴۶۴ خ/۹۸۳–۱۰۸۵ م) بر ارمنستان و شمال میان‌رودان حکومت کردند. پایتخت آنان شهر آمد و میافارقین (سیلوان) بود. بنیان‌گذار این دودمان بادِکُرد بود که با مرگ عضدالدوله دیلمی و کاهش قدرت بوییان در منطقه، دژ‌هایی و شهر دیاربکر را متصرف شد و حتی مدتی موصل را نیز به چنگ آورد. مقتدرترین شاه مروانی احمد بن مروان ملقب به «نصرالدوله» بود. او ۵۰ سال فرمانروایی کرد و توانست این دودمان را در میان همسایگان قدرتمند پایدار کند. دوران او با سازندگی‌ها و پیشرفت‌های بسیاری همراه بود. با مرگ نصرالدوله قدرت مروانیان کاهش یافت؛ پس از او پسر دومش نظام و سپس نوه‌اش منصور حکومت کردند. پایان حکومت مروانیان با خیانت رقم خورد. ابن جاهر وزیر سابق مروانیان به سوی سلطان ملکشاه سلجوقی رفت و با کمک او پایتخت مروانیان را تصرف کرد. منصور آخرین امیر مروانی، تنها شهر جزیره ابن عمر را در اختیار داشت.

### بنی عَیاران
بنی عیاران یا عیاریان یا عنازیان آخرین دودمان کردتبار بود که به مدت ۱۲۷ سال ۳۸۰–۵۱۱ ق/۳۶۹–۴۹۶ خ/۹۹۰–۱۰۷۱ م) در غرب ایران حکومت می‌کردند. پایتخت آنان شهر حلوان بوده است. بنیان‌گذار این دودمان محمد بن عناز بود که از سوی بهاءالدوله شاهنشاه بویی بر حلوان حکومت می‌کرد. پسرش پارس ملقب به «حسام‌الدوله ابوالشوک» مقتدرترین حاکم عیاری بود که پس از مرگ بدر بن حسنویه قبایل لر و شادنجان را تحت سلطه خود در آورد. او سپس جنگ‌های بسیاری از جمله با «طاهر» پسر بدر حسنویه ترتیب داد و تمام قلمرو آل حسنویه را تصرف کرد. پیشروی‌های ابوالشوک زمانی که به دنبال جنگ با برادرش مهلهل دستگیر شد پایان یافت. کاکویان در ازای تصرف بخش‌های زیادی از قلمرو ابوالشوک از او حمایت کردند. زمانی که طغرل بیک در سال ۱۰۴۵ برادرش را برای فتح غرب ایران فرستاد، ابوالشوک و مهلهل با هم متحد شدند؛ اما آنها نیز نتوانستند در مقابل سیل هجوم ترکان مقاومت کنند. پس از درگذشت ابوالشوک در سال ۱۰۴۶، برادرش جانشین او شد و پس از او عنازیان رو به زوال رفتند و در میان استیلای ترکان مضمحل شدند.

### آل مأمون
آل مأمون یا مأمونیان دومین و آخرین دودمان ایرانی‌تباری بودند که تنها ۲۲ سال (۳۸۵–۴۰۸ ق/ ۳۷۴–۳۹۶ خ /۹۹۵–۱۰۱۷ م) بر سرزمین خوارزم حکومت کردند. پایتخت آنان شهر گرگانج بود که در کنار کاث و هزاراسپ یکی از سه شهر مهم منطقه بود. مأمونیان در یک رقابت بر سر قدرت، جای دودمان هم تبارشان آفریغیان را گرفتند و عنوان خوارزمشاه را از آن خود کردند. زبان و فرهنگ مأمونیان نیز مانند سلف اسبق‌شان بود. بنیان‌گذار این دودمان مأمون یکم بود. او توانست ابوعبدالله محمد آخرین خوارزمشاه آفریغی را از عرصه قدرت کنار بزند و با فتح کاث، تمام منطقه خارزم را نیز تحت کنترل درآورد. زمانی که وی بعد از ۳ سال پادشاهی به دست نگهبان خود به قتل رسید، پسرش ابوالحسن علی جانشین او شد. در دوران او سامانیان به دست ترکان از میان رفتند و مأمونیان نیز به ناچار سیاست مصالحه را در برابر غزنویان در پیش گرفتند. پس از مرگ ابوعلی، برادرش مأمون دوم بر تخت نشست. او که بزرگ‌ترین پادشاه این خاندان بود، رشته سیاست‌های مدبرانه‌ای را برای بقای دودمان‌شان در پیش گرفت و دست به عمران و بازسازی پایتختش کاث زد. او همچنین با بیوهٔ برادرش ابوعلی ازدواج کرد تا رابطه محکم با غزنویان را حفظ کند و حتی از سوی خلیفه عباسی مشروعیت کسب کرد. با این حال، سپاهیان او بر علیهش شوریدند و او را به قتل رساندند. سلطان محمود غزنوی با همین بهانه به خوارزم لشکر کشید و کاث، پایتخت مأمونیان را فتح کرد و بدین ترتیب به دودمان آل مأمون نیز پایان داد. آل مأمون واپسین دودمان و خوارزمشاهان ایرانی‌نژاد بودند و پس از آنها ترکان جایگاه‌شان را گرفتند.

### آل کاکویه

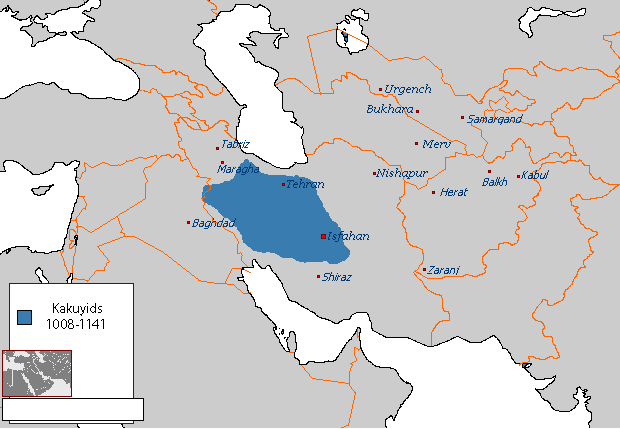
قلمرو آل کاکویه در بیشترین گسترۀ خود در زمان محمد بن رستم

آل کاکویه یا کاکویان دودمانی ایرانی از خاندان باوندیان و (احتمالا) شیعه مذهب بودند که در دورهٔ فروپاشی آن‌ها در باختر ایران روی کار آمدند و به مدت ۱۳۷ سال (۳۹۸–۵۳۵ ق/۳۸۷–۵۱۹ خ/۱۰۰۸–۱۱۴۱ م) در نواحی جبال و اصفهان حکومت کردند. تا اینکه در برابر قوای سلجوقی استقلال خویش را از دست دادند. پایتخت‌های آنان شهر‌های اصفهان، همدان و یزد بوده است. بنیان‌گذار و مقتدرترین امیر این دودمان محمد بن رستم بود. او برادرزاده سیده ملک‌خاتون بود که توسط وی به اسپهبدانی ماد و اصفهان رسیده بود و بعدها به‌طور مستقل حاکم آن مناطق شد و خلیفه القادر بالله حکومت او را به رسمیت شناخت. پس از سقوط آل بویه ری به دست سلطان محمود غزنوی، محمد و پسرانش گرشاسب و فرامرز برای شکست دادن غزنویان تلاش‌های ناموفقی کردند. تا اینکه با فتح اصفهان توسط طغرل بیک، حکومت کاکویان به ناحیه یزد و ابرکوه محدود شد. پس از فرامرز پسرش علی و نوه‌اش گرشاسب دوم به صورت امیران تابع سلجوقیان حکومت کردند و سرانجام در اوایل سدهٔ ششم هجری و در زمان گرشاسب دوم، این دودمان توسط سلجوقیان از میان رفت.

## ارزیابی و اهمیت

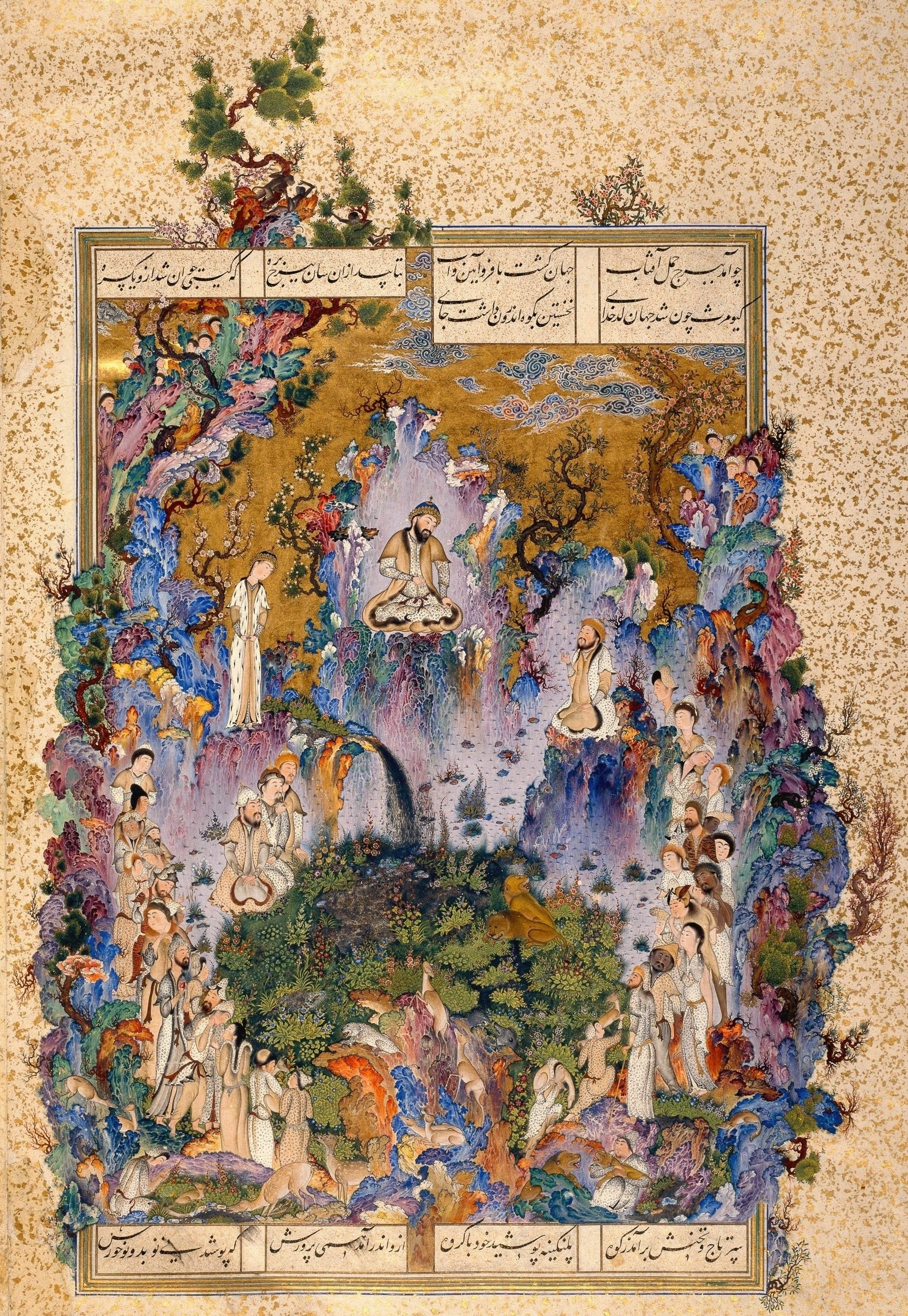
شاهنامه فردوسی، تبلور فرهنگ و هویت ایرانی که به لطف این دوران دوباره زنده شد و ماندگار گشت.

به‌طور گسترده، تصور می‌شود که فرهنگ و زبان ایرانی پس از حملهٔ اعراب و نزدیک به دو قرن حکومت آن‌ها بر ایران، در معرض نابودی بود. دوران میان‌پردهٔ ایرانی دورانی بود که فرهنگ و هویت ایرانی به‌لطف بر تخت نشستن دوباره شاهان و امیران ایرانی‌تبار، زنده و حفظ شد. عبدالحسین زرین‌کوب طلوع دولت طاهریان و صفاریان را رستاخیز ایران می‌شمارد. دیگر صاحب‌نظران نیز تأثیر حکومت‌های این دوره، ازجمله صفاریان را در نیل به استقلال و عدم تبعیت ایرانیان از خلفای عباسی، بیش از همه دودمان‌های داخل می‌دانند. اغلب حکومت‌های ایرانی این دوران در مسیر بازگشت به اصالت ایرانی خویش، توجه خاصی به میراث دوران ساسانیان داشتند و از آنان تقلید می‌کردند. رساندن نسب خود به دودمان ساسانی از سوی اکثر آنها، اشاره به درفش کاویانی و ساخت و نقشِ نقوش و وسایل به سبک ساسانیان، پاره شواهدی بر این مدعا هستند. آرتور کریستین سن، سامانیان را «نخستین جلوه روح ایرانی پس از اسلام» می‌داند: «دولت‌های نخستینی که پس از ضعف عباسیان در ایران به پا خواستند، همه بنای قدرت خویش را بر پاره‌هایی از سوابق قدیم [شاهنشاهی ساسانی] نهادند و دوره درخشان سامانیان که نخستین جلوه روح ایرانی بعد از اسلام به شمار است، در واقع انعکاسی از عظمت ساسانی بود.» این نزدیک به سه سده بازه تاریخی، تأثیر عمیق و ماندگاری بر تاریخ ایران گذاشت.
زبان فارسی که در زمینه‌های دیوانی به فراموشی سپرده شده بود، اولین‌بار در زمان صفاریان دوباره زبان رسمی درباری و دیوانی شد. نهضت ترجمه‌ای که در دوران سامانیان برقرار بود، نه تنها آثار پهلوی باقی مانده، بلکه بسیاری از آثار علمی و ادبی ایران را که مدت‌ها پیش به عربی ترجمه و به‌کار گرفته می‌شدند، از فراموشی نجات داد و با ترجمه دوباره، این‌بار به زبان فارسی نو، موجب بقا و بالندگی آنها شد. کلیله و دمنه یکی از این آثار بود. در زمینهٔ شعر، به سرعت سبک شعری جدید به نام سبک خراسانی به‌وجود آمد و توجه امیران سامانی هم به شعر و ادبیات، پیشرفت در این زمینه را به اوج رساند و مولد شاعران بزرگی چون رودکی (۲۴۴–۳۲۹ ه‍.ق)، دقیقی (۳۲۰–۳۶۹ ه‍.ق)، فردوسی (۳۲۹–۴۱۹ ه‍.ق) و عنصری (۳۵۰–۴۳۱ه‍.ق) شد. شاهنامه‌ای که فردوسی سرود تا امروز هم شعر و ادبیات فارسی را تحت تأثیر خود قرار داده است.
در موضوع علم و طبابت، به سبب زمینه‌هایی که سامانیان و آل بویه فراهم کردند پیشرفت‌های شگرفی اتفاق افتاد. زکریای رازی (۲۵۱–۳۱۳ ه‍.ق) که بزرگ‌ترین پزشک زمان خود بود در این دوره می‌زیست و کتاب گرانسنگ الحاوی را نوشت. ابن سینا (۳۵۹–۴۱۶ ه‍.ق) و ابوریحان بیرونی (۳۶۴–۴۴۰ ه‍.ق) دو تن از نخبگان دیگر این دوران بودند. در زمینه داروشناسی، الابنیه عن حقایق الادویه به‌دست موفق هروی (فوت ۴۴۷ ه‍.ق) تألیف شد که کهن‌ترین کتاب داروشناسی به زبان فارسی‌است. ابن سینا آثاری چون الشفا (در باب فلسفه) و القانون فی طب (در باب پزشکی) را خلق کرد و بیرونی هم با نوشتن کتبی مانند آثار الباقیه عن القرون الخالیه علاوه بر تاریخ، به فرهنگ‌شناسی ایرانی هم کمک بسیاری کرد.
در عین حال، آزادی در اندیشه‌های دینی که سامانیان و بوییان بانی آن بودند، موجب رشد دستگاه‌های مذهبی مختلف، از جمله شیعه گردید و علاوه بر فقیهان برجسته سنی مانند محمد بخاری (۱۹۴–۲۵۶ ه‍.ق) و ابوبکر بیهقی (۳۸۴–۴۵۸ ه‍.ق)، امثال شیخ کلینی (۲۵۸–۳۲۹ ه‍.ق) و شیخ صدوق (۳۰۶–۳۸۱ ه‍.ق) در فقه شیعه نیز در این دوران نمود یافتند. ارزش‌های سنتی ایران از حیث فرهنگی در نهضت شعوبیه، از نظر سیاسی در دوگانگی عرب–عجم و از لحاظ مذهبی در سده‌های بعد در اعزاز، اکرام و دوستاری خاندان علی متجلی شد.
در زمینهٔ تاریخ‌نگاری علاوه بر بیرونی، می‌توان محمد بن جریر طبری (۲۲۴–۳۱۰ ه‍.ق)، محمد بن جعفر نرشخی (۲۴۸–۳۸۶ ه‍.ق) و ابوالفضل بلعمی (فوت ۳۸۴ ه‍.ق) را نام برد. طبری چنانچه از نامش پیداست، محققی اصالتاً اهل طبرستان بود که اثر گرانسنگ تاریخ الرسل و الملوک مشهور به تاریخ طبری و همچنین تفسیر طبری را به زبان عربی نوشت؛ چون آوازهٔ آن به دربار سامانیان هم رسید، بلعمی وزیر وقت سامانی آن را به فارسی ترجمه کرد که تاریخ بلعمی نام گرفت و به خودی خود اثر ارزشمند دیگری‌است. نرشخی هم از دیگر تاریخ‌نگاران دربار سامانی بود که به فرمان آنان تاریخ بخارا را نوشت که مهم‌ترین و قدیمی‌ترین تاریخ محلی نوشته‌شده دربارهٔ بخارا می‌باشد. این کتاب نیز بعدها به فارسی ترجمه شد. همچنین کتاب بسیار ارزشمندی به‌نام حدود العالم من المشرق الی المغرب نیز در این زمان تألیف شد که البته نویسنده آن امروز ناشناخته است. زمینه‌سازی‌های سامانیان در نثرنویسی فارسی از عواملی بود که بعدها تاریخ بیهقی به این شیوه نگارش شد و برخی نگارنده‌اش ابوالفضل بیهقی (۳۸۵–۴۷۰ ه‍.ق) را «پدر نثر فارسی» لقب دادند.
روی هم، نقشی که حکومت‌های برجسته دوران میان‌پردهٔ ایرانی مانند صفاریان، سامانیان و آل بویه ایفا کردند، علاوه بر حفظ هویت ایرانی و پیشرفت وضع در همهٔ زمینه‌های علمی، دینی و هنری، زمینه‌ساز بالندگی‌های بیشتر در حکومت‌های بعدی تاریخ ایران شد.